# یواس‌اس جوی (اس‌پی-۶۴۳)
یواس‌اس جوی (اس‌پی-۶۴۳) (به انگلیسی: USS Joy (SP-643)) یک کشتی بود که طول آن ۹۳ فوت (۲۸ متر) بود. این کشتی در سال ۱۹۰۵ ساخته شد.